# 阿托·海尔克宁
阿尔托·海尔克宁（芬蘭語：Arto Härkönen，1959年1月31日—），芬兰男子田径运动员，主攻标枪。他曾代表芬兰参加1984年夏季奥林匹克运动会田径比赛，获得男子标枪金牌。